# Социальное пространство
Социальное пространство — один из видов пространства (наряду с физическим и др.); многомерное пространство социальных процессов, социальных отношений, социальных практик, социальных позиций и социальных полей, функционально связанных между собой.
Философы и социологи под социальным пространством понимают логически мыслимый конструктор, особую среду, в которой осуществляются социальные отношения. В то же время это не физическое пространство, но оно стремится реализоваться в нём более или менее полно и точно. Социальное пространство можно описать как совокупность полей, специфических однородных подпространств (например, поле политики, экономическое поле), владение которыми означает обладание дефицитными благами — капиталом. Распределение различных видов капитала — экономического, политического, культурного, социального, символического и проч. — в социальном пространстве структурирует его. Не используя термин «социальное пространство», по сути, описывают его модели и этапы конструирования К. Маркс, М. Вебер, Э. О. Райт, Ф. Паркин и др.
В социологию категория «социальное пространство» была введена П. Бурдьё в книге «Физическое и социальное пространство». Ф. Тённис рассматривал социальное пространство в контексте общей социологии, которую он определял как науку о человеческой витальности, изучающую взаимоотношения людей друг с другом в пространстве и во времени.
Г. Зиммель, написавший отдельную работу «Социология пространства», характеризует его как бездейственную форму, существующую лишь благодаря энергии деятельности субъектов. П. А. Сорокин рассматривает социальное пространство в контексте теории социальной стратификации и социальной мобильности. Согласно П. А. Сорокину, «определить положение человека или какого-либо социального явления в социальном пространстве означает определить его отношение к другим людям и другим социальным явлениям, взятым за такие „точки отсчета“». Т. Парсонс вводит понятия «территориальность» и «резидентное размещение». П. Бурдьё представляет социальное пространство как рационально сконструированную диаграмму, поля властного взаимодействия, движения различных видов капитала (символического и проч.). П. Штомпка, акцентируясь на деятельностной сущности социальных агентов, описывает модель «поля взаимоотношений», объединяющего четыре уровня: 1) идей, верований, дефиниций; 2) норм, предписаний; 3) интеракций; 4) возможностей, или ресурсов.
Натурализм в социологии наделяет социальное пространство свойствами тела, вещества (физической, химической, географической, органической реальности). Последователи активистского подхода рассматривают социальное пространство как пространство человеческой активности, динамического состояния общества, социальной процессуальности. Так, в рамках полевой теории социальное пространство анализируется через совокупность функционально взаимосвязанных силовых полей, формирующихся социальными практиками агентов. Субстанционалисты сводят социальное пространство к субстанциям: индивидам, их совокупностям, объединённым социальными связями. Представители реляционизма анализируют социальное пространство как надындивидуальную реальность, представляющую собой систему структурированных социальных отношений.
Социальное пространство «скрепляется» социальной структурой — совокупностью взаимосвязанных и взаимодействующих социальных общностей (демографических, национальных, территориальных, профессиональных и т. п.), иерархически упорядоченных между собой, что предполагает наличие «верхних», «средних» и «нижних» слоев, вертикальных и горизонтальных каналов социального перемещения и т. д. Посредством расчленения социального пространства на структурные элементы-позиции в конкретной точке пространства можно находить и оценивать различных социальных субъектов, их статусные позиции.
Социальная структура подразумевает статические аспекты существования социальных форм, которые в социальном пространстве реализуются в динамике конкретных потоков человеческой активности, социальных процессов. Социальный мир, таким образом, представляет собой многомерное пространство с множеством социальных полей, в каждом из которых индивиды и их группы занимают соответствующие позиции, а «вихревые потоки» и «силовые линии» социального пространства и социальных полей направляют потоки активности людей.

#### Этническое пространство
Формой социального пространства является пространство этническое. По мнению М. Ю. Барбашина, этническое пространство — это относительно замкнутая социальная сфера внутриэтнических отношений и межэтнических взаимодействий, которая отличается динамичностью в развитии.